# 芳賀高景
芳賀 高景 (はが たかかげ) は、安土桃山時代の武将。下野宇都宮氏の家臣。勝山城（氏家城）最後の城主。

## 略歴
芳賀氏は清原氏の後裔。下野国の有力武士団・清党の棟梁で益子氏の紀党と共に紀清両党と呼ばれる。高景の家系は芳賀高清を祖とする芳賀氏庶流。
宇都宮国綱に仕える。後北条氏が本格的に下野国に侵攻してきた頃の勝山城主であり、氏家地方の領主であったという。天正年間に後北条氏による苛烈な攻撃のために宇都宮家臣や他の小大名の離反が相次ぐ中、高景は国綱に忠義を尽くした。
天正18年 (1590年) の豊臣秀吉による小田原征伐で主君・国綱が秀吉に拝謁するために小田原に参陣した際に、高景も同行している。文禄4年 (1595年) に宇都宮領内で実施された太閤検地の奉行を務めるなど豊臣大名として生まれ変わるために宇都宮氏の改革に尽力したが、慶長2年 (1597年) 、主家は突如改易される。
子・高忠は常陸国の佐竹氏に仕官し、秋田に移り住んだという。